# Sint-Juliaans

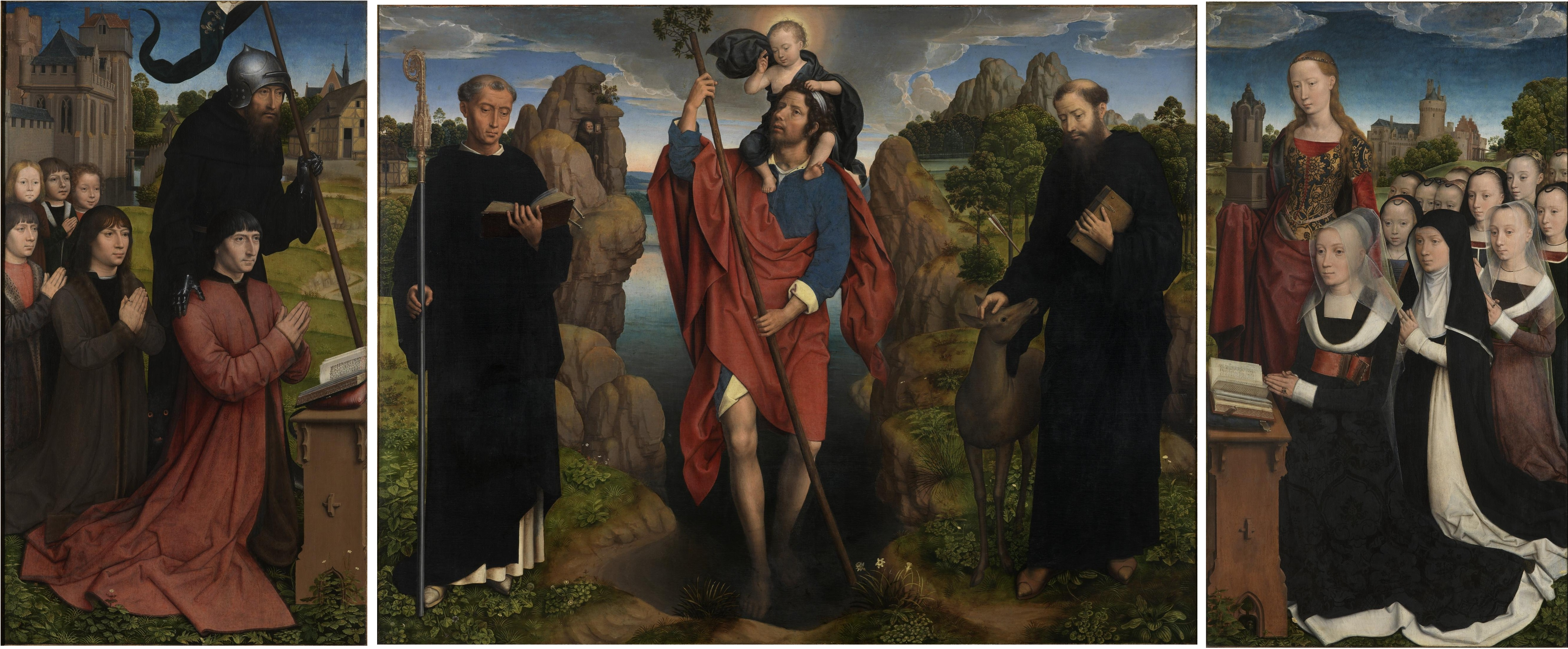
De Moreeltryptiek door Hans Memling, die hing in de kapel van het Sint-Juliaansgasthuis

Sint-Juliaans was gedurende eeuwen een psychiatrisch ziekenhuis in Brugge.

## Geschiedenis
De eerste vermelding van wat Sint-Juliaans zou worden, was in 1275. In dat jaar kwamen enkele 'geestelijke dochters' uit Atrecht in Brugge wonen in  de Boeveriestraat. Ze stelden zich onder de bescherming van de heilige Maria Aegyptiaca en richtten er een opvanghuis in voor passanten en daklozen. Vanaf 1290 kregen ze hiervoor financiële steun van de stad Brugge, maar kregen meteen twee voogden die namens de stad een oogje in het zeil hielden.
In dezelfde straat bevond zich een opvanghuis voor behoeftigen, onder de patroonsnaam van Sint-Juliaan. In 1305 nam het stadsbestuur het initiatief om beide instellingen te verenigen in het huis van de 'geestelijke dochters' maar onder de naam 'Sint-Juliaans' en onder de leiding van de Meester van Sint Juliaans.
Het initiatief nam uitbreiding. Er werd een kapel gebouwd (voor 1315 en in 1384 herbouwd) en een ziekenzaal (1398). In de loop van de vijftiende eeuw werden de gebouwen verder uitgebreid.
Kort voor 1600, na te hebben vastgesteld dat passantenhuizen niet meer aan een behoefte voldeden, werd een fusie aangegaan met de stichting Sint-Hubrecht, gelegen in dezelfde straat, die geesteszieken en vondelingen opnam. Na de overbrenging van Sint-Hubrecht naar Sint-Juliaans, werd dit de voornaamste activiteit van de instelling. Men nam er niet alleen de krankzinnigen op die op last en op kosten van het stadsbestuur werden opgesloten, maar ook bemiddelde krankzinnigen die zelf of dankzij hun familie voor hun onderhoud betaalden.
In de Franse tijd werd het gesticht onder de voogdij geplaatst van de Commissie van Burgerlijke Godshuizen. Verdere groei van het aantal patiënten betekende groei van het gebouwenbestand. Naast de collocatie van mannen, werd vanaf 1842 ook een vrouwenafdeling opgericht, die door een hiervoor opgerichte congregatie van kloosterzusters werd bestuurd: de Zusters van de Bermhertigheid Jesu. In 1910 verhuisde deze afdeling naar een nieuw opgerichte instelling, de Psychiatrische Kliniek Onze-Lieve-Vrouw, opgericht in Sint-Michiels, op een paar honderd meter van Sint-Juliaans. Het Sint-Juliaansgesticht voor mannen bleef actief, tot het werd overgedragen aan de Broeders van Liefde uit Gent, die een nieuwe kliniek oprichtten in Beernem.
Het Sint-Juliaansgesticht sloot de deuren in 1931 en de eigendom werd overgedragen aan de vzw Technisch Instituut, in de volksmond 'de vakschool' genaamd. Tegen het einde van de twintigste eeuw vond deze school zich daar te eng behuisd en drukte het voornemen uit om zich buiten de historische stad te vestigen.
Van de oorspronkelijke gebouwen van Sint-Juliaans blijft weinig of niets meer over.